# Akropolis-Turnier 2013
Die 26. Auflage des Akropolis-Basketball-Turniers 2013 fand zwischen dem 27. und 29. August 2013 im Vorort Marousi von Athen statt. Ausgetragen wurden die insgesamt sechs Spiele in der Olympiahalle.
Neben der gastgebenden Griechischen Nationalmannschaft nahmen auch die Nationalmannschaften aus Italien sowie Litauen teil. Das Teilnehmerfeld komplettierte Bosnien für die es die erste Teilnahme beim Akropolis-Turnier war. Während Litauen erst zum siebten Mal vertreten war, nahm Italien bereits zum 16. Mal teil.
Als MVP des Turniers wurde der Grieche Nikolaos Zisis ausgezeichnet.

## Begegnungen
| 27. August 2013 | Italien                 | 63 - 79 | Litauen                 |
| 27. August 2013 | Griechenland            | 88 - 71 | Bosnien und Herzegowina |
| 28. August 2013 | Griechenland            | 80 - 62 | Litauen                 |
| 28. August 2013 | Bosnien und Herzegowina | 62 - 73 | Italien                 |
| 29. August 2013 | Litauen                 | 94 - 73 | Bosnien und Herzegowina |
| 29. August 2013 | Griechenland            | 79 - 65 | Italien                 |

## Tabelle
| Rang | Land                    | Punkte | Körbe     |
| ---- | ----------------------- | ------ | --------- |
| 1    | Griechenland            | 6      | 247 - 198 |
| 2    | Litauen                 | 5      | 235 - 216 |
| 3    | Italien                 | 4      | 201 - 220 |
| 4    | Bosnien und Herzegowina | 3      | 206 - 255 |